# Airbnb
Ейрбіенбі (англ. Airbnb) — онлайн-сервіс з розміщення, пошуку та короткострокової оренди житла по всьому світі, що працює за парадигмою економіки спільної участі. Назва розшифровується як «AirBed and Breakfast» — «Надувний матрац та сніданок». Сервіс допомагає винайняти будинки, квартири, кімнати або ліжка у більш ніж 190 країнах світу.

## Принцип роботи
Після реєстрації на сайті користувачі мають можливість здати своє житло за певну ціну, Airbnb бере собі певний відсоток від цієї суми. Таким чином і відбувається монетизація ресурсу.

## Історія
Задум служби народився у 2007. Двоє молодих дизайнерів Браян Ческі та Джо Гебіа винаймали квартиру в Сан-Франциско. В цей час у місті проходила дизайнерська конференція, а у мешканців були проблеми із оплатою проживання. Тож вони придумали здавати спальні місця на надувних матрацах на підлозі, разом із цим вони пропонували клієнтам сніданок. Сервіс був спрямований на тих людей, які не могли собі дозволити проживання в готелі.
Згадуючи початок компанії, Браян Ческі сказав: «Ми поставили три надувні матраци й здали їх по $80 за ніч».
Згодом до засновників компанії приєднався програміст Нейтан Блечарзик, який вже в серпні 2008 запустив сайт airbedandbreakfast.com.
Для того, щоб залучити додаткові кошти на розвиток сервісу в другій половині 2008 Браян та Джо придумали продавати злакові пластівці з зображенням Барака Обами та Джона МакКейна на коробках. За 2 місяці вони продали 800 коробок по $40 кожна, залучивши таким чином більш ніж $30 000 капіталу для їх компанії. Такими діями вони привернули увагу інкубатору стартапів Y Combinator, який і зробив перші інвестиції в компанію.
За участі Y Combinator функціонал сервісу розширився: замість оренди матраців сайт тепер пропонував широкий вибір послуг — з початку 2009 можна було винайняти або здати кімнати, замки, яхти та навіть приватні острови. Також адреса змінилася на airbnb.com.
Сервіс почав стрімко розвиватися, в листопаді 2010 отримав інвестиції в розмірі 7 мільйонів доларів, і у лютому 2011 оголосив досягнення позначки в 1 мільйон бронювань. Влітку 2011 компанія залучила ще 112 мільйонів доларів, а за рік оголосила про своє 10-тимільйонне бронювання. В період залучення цих інвестицій компанія активно викуповувала менші схожі сервіси по всьому світу.